# شیخ علی مدرس نوری
شیخ علی مدرس نوری از وعاظ و ذاکرین بود، که در دوره نخست و دوره پنجم بعنوان نماینده تهران در مجلس شورای ملی حضور داشت.